# Esquina de Crotto
Esquina de Crotto es un paraje rural argentino ubicado en el partido de Tordillo, en el centro-este de la provincia de Buenos Aires. 
No se sabe a ciencia cierta el origen del nombre del paraje, pero tiene relación con el gobernador de la provincia de Buenos Aires, entre 1918 y 1921, José Camilo Crotto.

## Características
Se sitúa en el partido de Tordillo (el municipio con menor cantidad de habitantes de la provincia), en las coordenadas: 36°18′1.38″S 57°22′54.97″O / -36.3003833, -57.3819361, en las proximidades de la bahía de Samborombón, justo en la intersección de las rutas provinciales 11 y 63, ambas autovías de varios carriles, lo cual le otorga relevancia al confluir en él todo el tráfico automovilístico que desde el norte se dirige hacia las localidades balnearias de Pinamar, Villa Gesell y el partido de La Costa. Se encuentra en una zona de muy baja altitud, a sólo 2 metros sobre el nivel marino. Posee apenas 6 habitantes.

## Historia

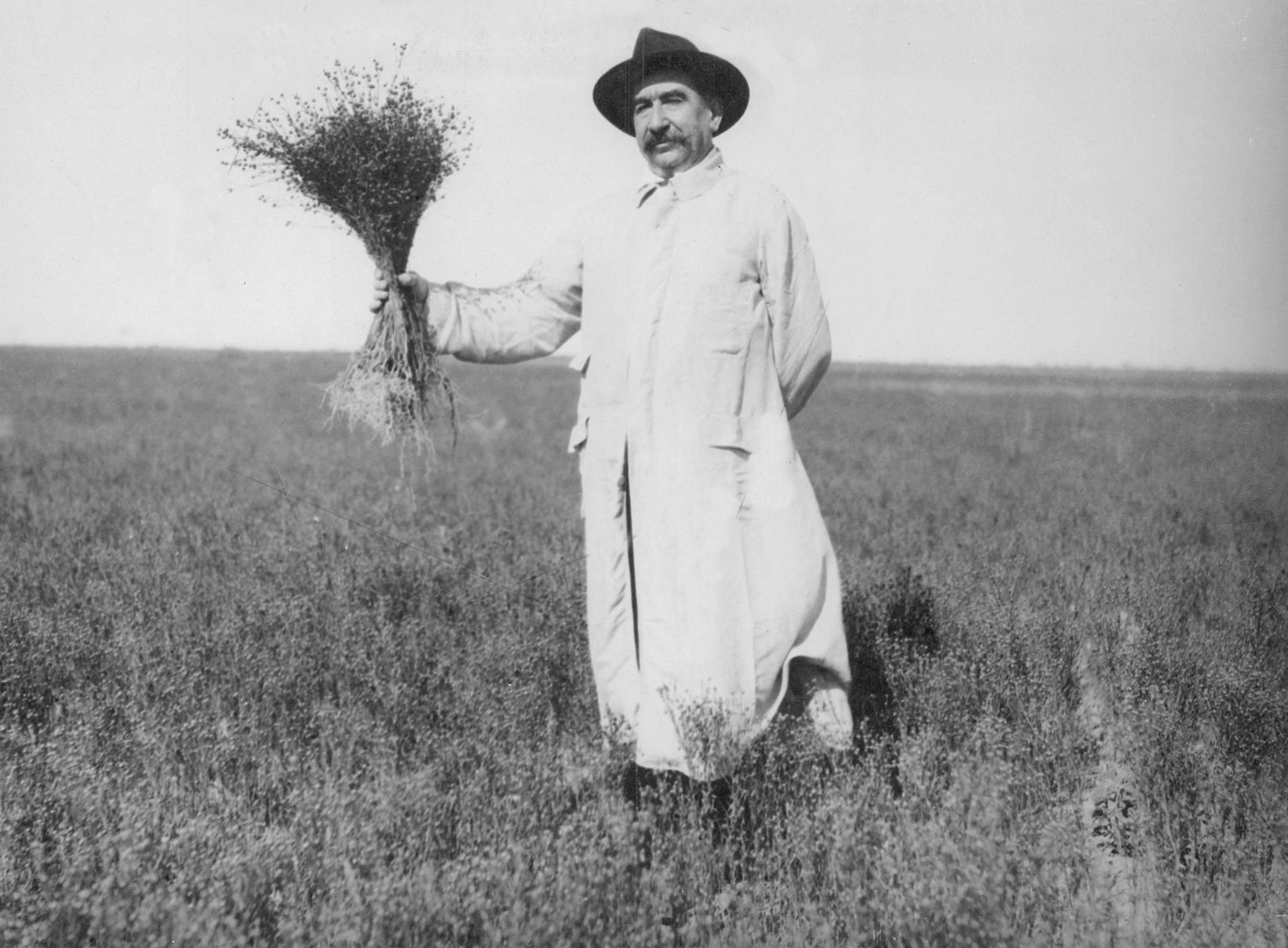
José Camilo Crotto.

La primera población en el área fue una posta y almacén de ramos generales o pulpería, instalada en el año 1855, en su momento tuvo varias habitaciones para dar albergue a los viajeros. Aún se mantiene en pie, en el lado sur de la rotonda carretera, frente al destacamento policial. Durante 3 generaciones fue atendido por miembros de la familia Daguerre, si bien para el año 2014 se encontraba cerrado.
El nombre del paraje rinde honor a José Camilo Crotto, un dirigente de la Sociedad Rural Argentina y político de ese país, senador nacional, y gobernador de la provincia de Buenos Aires. Fue uno de los creadores de la Unión Cívica (partido político que sería el germen de la Unión Cívica Radical (UCR). Luego de renunciar a la gobernación provincial en 1921 —por desacuerdos con el presidente Yrigoyen— se instaló como estanciero en la región, en una estancia de su propiedad. La pulpería referida se encontraba en una zona de propiedad de la familia de Crotto, por lo que el almacén era conocido como el de la «Esquina de Crotto». El término "Esquina" hacía referencia a boliches de campo y pulperías, especialmente las que se situaban en curvas y cruces de caminos. Esta se encontraba sobre la rústica huella que constituía el viejo camino Del Tuyú, por lo que era frecuentada por tropas, diligencias, galeras, chasquis, carros y carretas que transportaban pasajeros y mercaderías desde Dolores hacia el puerto del pueblo de General Lavalle, en los pagos del Tuyú, trayecto que demandaba varios días. Esta posta cumplía la función de renovar los caballos de tiro, además de dar alimento y alojamiento a los viajeros.
Durante un tiempo junto a la misma funcionó una escuela que educaba hasta tercer grado a los alumnos de las estancias de la zona. Existe un proyecto de la intendencia de Tordillo para reacondicionar el viejo almacén y crear un museo con la historia de José Crotto, la del paraje y la de la familia Daguerre. Paralelamente se levantaría una hostería en donde se encontraba la vieja escuela.